# Об
Об (рус. Обь) је река у азијском делу Русије. Тече кроз Западносибирску низију. 
Дужина реке износи 3.650 km (спајањем реке Катуња и Бије у Алтају) или 5.410 km (од изворе њене притоке Иртиша). Об се улива у Обски залив (Карско море). Река ствара делту дугачку 80 km и ширине од 30 до 90 km. Река је подељена на горњи (до ушћа реке Том), средњи (до ушћа Иртиша) и доњи ток (до ушћа у Обски залив). У горњем току река тече кроз висораван. У доњем току тече веома споро стварајући мочваре у околини. Лети се излива и плави околно земљиште. Средњи проток износи око 12.500 m³ воде у секунди, а максимални око 42.800 m³/s. Од Новосибирска добија одлике равничарске реке. Низводно од ушћа Иртиша јавља се асиметрија обала: десна је висока и стрма, док је лева ниска.
Код града Пјерегребноје река се дели на два рукавца: Велики Об - дугачак 446 km, и Мали Об - дугачак 456 km. Ови рукавци се код града Селахарда спајају у једно корито широко до 20 km и дубоко до 40 m. Притоке Оба, леве притоке: Иртиш, Васијуган, и десне притоке: Том, Чулим, Вах
Река је прекривена ледом од 170 дана у горњем току до 220 дана у доњем току. Об је плован целом дужином. Иако је велики део године залеђен на реци је развијен транспорт. Око 80% транспорта представља транспорт дрвета. У горњем и средишњем току развијен је риболов. Изнад Новосибирска налази се велика хидроелектрана. У доњем току налазе се велике залихе нафте и земног гаса. У реци живи преко 50 различитих врста рибе. Крајем 19. века саграђен је канал Об-Јенисеј, који је спојио Об са реком Јенисеј. Временом је овај канал запуштен и није више у употреби.

## Градови на Обу
- Барнаул
- Новоалтајск
- Камен-на-Обу
- Новосибирск
- Колпашево
- Нижњевартовск
- Сургут
- Салехард

Главне луке и пристаништа Опског базена: Новосибирск, Томск, Сургут, Лабатнанги, Павлодар, Омск, Тобољск, Тјумењ.

## Називи
Међународно познато име реке заснива се на руском имену Обь (Obʹ). Оно вероватно води порекло од протоиндоиранске речи *Hā́p-, „река, вода“ (упореди ведски áp-, персијски āb, таџички ob и паштунски obə, „вода“). Кац (1990) предлаже комско ob 'река' као непосредни извор деривације за руско име. Кацов предлог заједничког финско-угарског корена, рано позајмљеног из прединдоиранског извора везаног за санскртско ambhas- 'вода', Редеи (1992) сматра мало вероватним, који ово радије анализира као каснију позајмицу од потомка неназалног облика корена *Hā́p-.
Об је Хантима познат као Ас (извор имена „Остя́к“), Јаг, Колта и Јема; за народ Ненца као Колта или Кјуај; а сибирским Татарима као Умар или Омас.

## Земљопис
Об се формира 26  југозападно од Бијска у Алтајском крају, спајањем река Бија и Катун. Обе реке извиру у горју Алтај, Бија из језера Телекоје, док Катун из истоимених ледника на јужним обронцима планине Белуха. Об кривуда западно и северно до 55°, кроз вештачка језера Каменер и Новосибирск и град Новосибирск, где скреће на северозапад, тече Западносибирском депресијом источно од Урала, потом на север кроз градове Нижњевартовск, Сургут и Ханти-Мансијск. Око 300  након Ханти-Мансијске, Об се дели на Велики Об и Мали Об, 446 односно 456  дужине, који се поново спајају пре северносибирског града Салехарда, након којег река скреће на исток и утиче у Обски залив (Големи, 970  дугачки и до 70  широки естуариј) у Карском мору, које се надовезује на Северно ледено море.
Река се дели на више рукаваца, посебно након спајања с великом реком Иртиш, на око 69° источно. Иртиш, који извире у Кини, дужи је од Оба мерено од извора до места њиховог спајања. С 5410  од извора Иртиша до ушћа Оба, то је најдужа река у Русији. Значајне су притоке; с истока Том, Чулим, Кет, Тим и Вах, те са запада и југа Васјуган, Иртиш (с рекама Ишим и Тобол) и Северна Сосва.
Комбиновани систем Об-Иртиш, трећи најдужи речни систем Азије након кинеских Yангтзе и Жуте реке, дугачак је 5410 , с површином слива од 2 990 000 2
Слив реке Об већином се састоји од степе, тајге, мочвара, тундре и полупустињске топографије. Наплавне равнице Оба карактеришу многе притоке и језера.
Об је залеђен на југу код Барнаула од новембра до априла, те на северу код Салехарда, 160  од ушћа, од октобра до почетка јуна.
Об пролази кроз неколико климатских зона. Од влажне континенталне у горњем току на југу, до субартичке климе у доњем току на северу. Градови Бијск, Барнаул и Новосибирск уживају угодну климу с топлим летима и умереним пролећима и јесенима.

## Антропогеографија
Об се већином користи за наводњавање, питку воду, хидроелектричну енергију и рибарство. У реци живи више од 50 врста риба.
Пловне воде унутар слива досежу укупну дужину од 15 000 . Важност слива Оба за транспорт била је посебно значајна пре изградње Транссибирске жељезнице. Од тада, упркос већим делом јужно-северном смеру реке и већине притока, ширина слива Оба омогућавала је и (донекле индиректан) превоз у смеру исток-запад. До почетка 20. века, посебно значајна западна лука била је Тјумењ на реци Тури, притоци Тобола. Након што је до Тјумења 1885. продужена жељезница Јекатеринбург-Перм, што је омогућило везу с рекама Камом и Волгом, град је постао значајна полазна жељезничка станица, до продужења пруге даље на исток. На источном крају слива, Томск на реци Том, био је важна полазна станица.
У Тјумењу, први је пароброд запловио 1836, те су пароброди средњим током Оба пловили од 1845. Први пароброд на Обу, „Основа” Никите Мјашникова, поринут је 1844, али почеци су били тешки, те се промет паробродима није озбиљније развио до 1857. На Јенисеју, пароброди су пловидбу започели 1863, док на Лени и Амуру 1870-их. У настојању да се пловни систем Оба продужи, кориштењем реке Кет крајем 19. века изграђен је систем канала (Об-Јенисеј канал), ради повезивања река Об и Јенисеј, али ускоро је напуштен јер није могао конкурирати Трансибирској железници.
По довршењу Транссибирске пруге, омогућена је директна, целогодишња прометна веза у смеру исток-запад, али Об је остао значајан за повезивање великих пространстава Тјумењске и Томске области с већим градовима дуж транссибирске руте, као Новосибирск или Омск. У другој половини 20. века, изградња жељезничких веза за Лабитнанги, Тоболск, и нафтно-плинска средишта Сургут и Нижњевартовск није умањила значај водених путева за повезивање места које не опслужује жељезница.
Године 1956, изграђена је брана крај Новосибирска, која је створила тада највеће вештачко језеро у Сибиру, названо Новосибирское водохранилиште, или неформанло „Обско море”.
Од 1960-их до 1980-их разматран је дивовски пројект деломичног скретања вода Оба и Иртиша према Казахстану и совјетским средњеазијским републикама, обнављањем водених залиха Аралског мора. Пројект није никада заживио, те је напуштен 1986. из економских и еколошких разлога.

## Дужина река
- 3650  - дужина Оба без Катуна
- 4338  - Об с Катуном, најдужом изворишном реком
- 5410  - Иртиш-Об - укупна дужина Иртиша (4248 ) + дужина доњег тока Оба након спајања с Иртишем (1162 )
  - Још 800  ушћа

## Галерија
- Об крај Барнаула
- Потискивач на Обу
- Залеђени Об
- Вештачко језеро Новосибирски резервоар